# Leichtathletik-Länderkampf der Frauen 1938 Niederlande – Deutschland
| 5. Leichtathletik-Länderkampf mit deutscher Beteiligung 1938 | 5. Leichtathletik-Länderkampf mit deutscher Beteiligung 1938 |               |
| ------------------------------------------------------------ | ------------------------------------------------------------ | ------------- |
|                                                              |                                                              |               |
| Ländervergleich der Frauen: Niederlande – Deutschland        |                                                              |               |
| Austragungsort                                               | Rotterdam                                                    |               |
| Wettbewerbe                                                  | 9                                                            |               |
| Datum                                                        | 10. Juli 1938                                                |               |
| 1. GER 2. NLD                                                | 57 Punkte 40 Punkte                                          |               |
| Chronik                                                      |                                                              |               |
| ← GER-SUI (M)                                                | GER-DNK (M) →                                                | GER-DNK (M) → |

Im fünften Vergleich des Länderkampfjahres 1938 trafen die deutschen Leichtathletinnen zum zweiten Mal auf die Niederlande. Die Begegnung fand wie die beiden Länderkämpfe der Männer gegen Polen und die Schweiz am 10. Juli statt. Austragungsort war die niederländische Stadt Rotterdam.

## Wettbewerbe und Modus
Mit dem Speerwurf, der zusätzlich zum letzten Ländervergleich der Frauen ins Programm kam, wurden jetzt neun statt acht Wettbewerbe ausgetragen. Dies war das komplette damalige Programm in der Frauen-Leichtathletik abgesehen vom Mehrkampf, der zum Beispiel bei Deutschen-Leichtathletikmeisterschaften in Form eines Dreikampfs durchgeführt wurde. Erst in den 1950er Jahren gab es einige wenige Veranstaltungen, in denen eine Mittelstrecke oder ein Fünfkampf angeboten wurde. Die Einzeldisziplinen wurden gewertet wie üblich, in der Staffel gab es sechs zu drei Punkte.

## Ergebnis
Die Niederländerinnen entschieden mit den beiden Sprintrennen über 100 und 200 Meter sowie dem Diskuswurf drei Wettbewerbe für sich. Die anderen sechs Disziplinen gingen an Deutschlands Leichtathletinnen.
In der Endabrechnung kam so ein deutscher Erfolg mit 57 zu 40 Punkten zustande.

## Legende
Kurze Übersicht zur Bedeutung der Symbolik – so üblicherweise auch in sonstigen Veröffentlichungen verwendet:
| k. A. | keine Angabe |

## Resultate

### 100 m
| Platz | Athletin         | Land | Zeit (s) |
| ----- | ---------------- | ---- | -------- |
| 1     | Fanny Koen       | NLD  | 12,0     |
| 2     | Gretel Kuhlmann  | GER  | 12,2     |
| 3     | Dora Kohl        | GER  | 12,3     |
| 4     | Kitty ter Braake | NLD  | 12,3     |

### 200 m
| Platz | Athletin        | Land | Zeit (s) |
| ----- | --------------- | ---- | -------- |
| 1     | Fanny Koen      | NLD  | 24,6     |
| 2     | Dorle Voigt     | GER  | 24,8     |
| 3     | Gretel Kuhlmann | GER  | 25,5     |
| 4     | Kneit           | NLD  | k. A.    |

### 80 m Hürden
| Platz | Athletin         | Land | Zeit (s) |
| ----- | ---------------- | ---- | -------- |
| 1     | Siegfriede Dempe | GER  | 11,9     |
| 2     | Agaath Doorgeest | NLD  | 12,0     |
| 3     | Kitty ter Braake | NLD  | 12,1     |
| 4     | Karla Weizenkorn | GER  | 12,1     |

### 4 × 100 m Staffel
| Platz | Besetzung       | Land                                                          | Zeit (s) |
| ----- | --------------- | ------------------------------------------------------------- | -------- |
| 1     | Deutsches Reich | Margarete Kuhlmann Dorle Voigt Josefine Kohl Siegfriede Dempe | 49,5     |
| 2     | Niederlande     | Kitty ter Braake Ali Loohuis Agaath Doorgeest Alida de Vries  | 50,1     |

### Hochsprung
| Platz | Athletin                | Land | Höhe (m) |
| ----- | ----------------------- | ---- | -------- |
| 1     | Dora Ratjen a           | GER  | 1,65     |
| 2     | Fanny Koen              | NLD  | 1,60     |
| 3     | Nelly van Balen-Blanken | NLD  | 1,60     |
| 4     | Ruth Hagemann           | GER  | 1,60     |

### Weitsprung
| Platz | Athletin                | Land | Weite (m) |
| ----- | ----------------------- | ---- | --------- |
| 1     | Gisela Voß              | GER  | 5,28      |
| 2     | Ruth Hagemann           | GER  | 5,16      |
| 3     | Nelly van Balen-Blanken | NLD  | 4,92      |
| 4     | Valentin                | NLD  | 4,85      |

### Kugelstoßen
| Platz | Athletin          | Land | Weite (m) |
| ----- | ----------------- | ---- | --------- |
| 1     | Helma Wessel      | GER  | 13,40     |
| 2     | Elfriede Kirchhof | GER  | 12,90     |
| 3     | Ans Niesink       | NLD  | 11,25     |
| 4     | W. Albers         | NLD  | 10,52     |

### Diskuswurf
| Platz | Athletin          | Land | Weite (m) |
| ----- | ----------------- | ---- | --------- |
| 1     | Ans Niesink       | NLD  | 38,91     |
| 2     | Elfriede Kirchhof | GER  | 38,10     |
| 3     | Helma Wessel      | GER  | 37,70     |
| 4     | Palm              | NLD  | 35,16     |

### Speerwurf
| Platz | Athletin        | Land | Weite (m) |
| ----- | --------------- | ---- | --------- |
| 1     | Erika Matthes   | GER  | 42,80     |
| 2     | Anneliese Kahle | GER  | 40,91     |
| 3     | Gien de Kock    | NLD  | 38,25     |
| 4     | Peet Dieben     | NLD  | 36,24     |